# Conte urbain
Le conte urbain est une forme contemporaine singulière du conte qui a fait ses débuts en 1991 à Montréal à l'approche de Noël. Il partage des caractéristiques communes avec le conte, notamment d'être un récit imaginaire dont le but est de distraire, mais il en diffère par son origine urbaine et sa pratique. Il se distingue aussi par son côté actuel, très ancré dans la vie de tous les jours et situé précisément en ville avec des histoires réelles ou surnaturelles. Souvent les personnages principaux se trouvent confrontés à des problèmes très actuels, tels la drogue, la violence, l’intimidation ou le sexe, dans des récits parfois crus et violents.
Le conte urbain est joué dans un théâtre, tout en restant proche, à certains égards, des veillées traditionnelles. Dans l’art de conter, le comédien joue avec le public et doit briser le quatrième mur pour renouer, en partie, avec l'art traditionnel du conte. Ainsi que le déclare Yvan Bienvenue : « Les contes urbains, ça parle des gens d'aujourd'hui, explique-t-il. C’est l’histoire de Valérie, c’est toi, l'étudiante de l’UdeM, qui passe tous les jours dans un couloir où il y a une porte qui est barrée depuis des années. En fait, c’est une sortie de secours. »
En raison de sa forte composante théâtrale, le conte urbain est parfois considéré par les spécialistes comme étant en fait « du monologue théâtral. »
En 2015, la formule était à la recherche d'un renouveau.

## Histoire du conte urbain
Au Québec, le conte urbain se développe en 1991, avant la fondation à Montréal du théâtre Urbi et Orbi, quand Stéphane Jacques et Yvan Bienvenue présentent un spectacle qui a pour titre Contes urbains au Théâtre Biscuit dans le Vieux-Montréal. Ce spectacle était un hommage à la tradition du conte québécois et explorait 150 ans d’oralité au Québec en se terminant par le texte d'Yvan Bienvenue Les Foufs, premier conte urbain qui eut un succès instantané. Il avait été écrit pour l’occasion et il allait définir le conte urbain tel que nous le connaissons aujourd’hui. 
Tout comme le conte contemporain, le conte urbain s’est spectacularisé en utilisant les éclairages, la musique, la danse et les décors.
Par la suite, « ce modèle s'est répandu au Canada français, notamment à Toronto où sa programmation régulière au Théâtre français de Toronto attire un public fidèle et enthousiaste. » Il a aussi été joué à Ottawa avec Patrick Leroux en 1998. Selon Bienvenue, cette formule s'est maintenant répandue en Belgique, en France, au Mexique et en Afrique. La professeure Stéphanie Nutting fait un rapprochement avec le renouveau du conte sur la scène anglo-saxonne, notamment The Moth (en) à New York, qui existe depuis 1997. Elle signale aussi l'affinité des cultures minoritaires pour cette forme de littérature orale, ainsi que l'a montré François Paré.
En 2004, les contes urbains sont joués à Québec au Théâtre La Licorne. Puis en 2007, ils y sont présentés en français au Théâtre La Licorne et en anglais au Théâtre Centaur.

## Caractéristiques
L'essence de cette pratique du conte est qu'elle « rassemble des gens ordinaires qui racontent des moments extraordinaires de leur vie. Souvent, leurs histoires mettent en relief les forces invisibles de l'exclusion; souvent aussi, ces histoires concernent des moments de grande vulnérabilité et de transformation. » Comme le note le déclare Yvan Bienvenue, créateur du concept, « L’objectif a toujours été d’explorer la manière dont on habite la ville et la manière dont elle nous traverse. » Il s'agit dans ces récits de 

« débusquer les figures, les mythes qui nous rassemblent. Pour comprendre qui nous sommes. Ce n’est pas Roméo et Juliette, c’est Rémi et Chantal, et Rémi bosse au dépanneur. Il y a Steve qui quête dehors. »

### Spécificité du conte urbain
| Contes traditionnels                            | Contes urbains                                               |
| ----------------------------------------------- | ------------------------------------------------------------ |
| Oral                                            | Oral et écrit                                                |
| Théâtral                                        | Théâtral                                                     |
| Temps lointain                                  | Temps présent                                                |
| Formule introductive « il était une fois… »     | Formule introductive non définie                             |
| Formule conclusive « ils vécurent heureux… »    | Formule conclusive non définie                               |
| Récit courts                                    | Récits courts                                                |
| Univers fantastiques                            | Univers urbains (ville)                                      |
| Personnages irréels et archétypes               | Personnage réels et lambda                                   |
| Morale                                          | Découverte du monde tel qu'il est                            |
| Fin heureuse                                    | Fin variée                                                   |
| Récit fictif                                    | Récit inscrit dans la société                                |
| Auteurs inconnus                                | Auteurs connus                                               |
| Non daté                                        | Daté                                                         |
| Non figé                                        | Figé dans l'écriture                                         |
| Méchants : loups, ogres, sorcières...           | Méchants : pauvreté, solitude, etc.                          |
| Conté dans les granges, etc. (niveau du public) | Conté sur scène (surélevée)                                  |
| Surnaturel                                      | Vie citadine, surnaturel                                     |
|                                                 | Durant les fêtes de fin d'année                              |
|                                                 | Mise en scène/mise en conte (musique, bruits, déplacements…) |

Les concepts et le protocole du spectacle des « contes urbains » ont été créés par Yvan Bienvenue, après la publication de son premier conte urbain les Foufs à Montréal pour les fêtes de Noël 1991. Il reprendra cette expérience en 1994 avec Stéphane Jacques, acteur et directeur artistique d'Urbi et Orbi : « Nous avons remis une copie des « Foufs » à cinq auteurs en leur demandant de nous écrire une histoire en s'inspirant du genre, de la forme du texte », donnant ainsi naissance au sous-genre de conte qu'est le conte urbain : 

« Les Contes urbains se présentent sous la forme d'un récital de contes. Le principe est simple : un auteur, un acteur et une bonne histoire. Le protocole : un auteur est invité à écrire une courte histoire se prêtant à l'oralité sous forme de conte, de légende, d'historiette ou autres, dont l'action se passe en ville dans le temps des Fêtes. Une fois le texte écrit, l'auteur se choisit un acteur et le dirige lui-même. Un « metteur en conte » prend en charge les répétitions de groupe (enchaînements, générale) et, au cas où l'auteur ne se sentirait pas la capacité de diriger son acteur, le metteur en conte le remplace à la direction. Un musicien assure les liens entre les contes. Il est important d'ajouter que l'acteur s'adresse directement au public. »

Le conte urbain a provoqué une petite révolution dans le paysage théâtral et culturel québécois. Selon les amateurs, il a aussi ramené à l’essentiel l’expression de la pratique théâtrale, et a été reconnu comme le point de départ du renouveau du conte au Québec. Le conte urbain veut se détacher du monologue théâtral, grâce à des personnages qui s’expriment à la troisième personne et qui se posent en observateurs particuliers du monde. Pour l'artiste conteur Jean-Marc Massie, plutôt que d'être théâtralisé, le conte doit être « scénographié » pour répondre aux contraintes de la scène. Il peut se jouer sur scène avec un éclairage, des costumes et des éléments de décor, mais il doit aussi pouvoir être joué sans cela, en laissant les mots prendre le relais des jeux de lumière et du décor. Mais il faut laisser ouverte cette possibilité théâtrale, sans quoi « le conte deviendra un folklore qui rime avec la mort. Il ne sera plus ce qu'il a toujours été, un patrimoine vivant. »
Axé sur « la notion clé d'espace social acoustique », le conte urbain se propose de susciter « des réflexions sur la vie dans une culture donnée, avec un fort ancrage dans la société plutôt que dans l’individu. L’idée est de toucher à l’inconscient collectif, de trouver les mots qui créent chez le spectateur une émotion forte parce qu’ils le renvoient à lui-même de manière foudroyante, tout en le connectant avec plus grand que soi. » La communauté d'écoute crée ainsi « un espace sonore éminemment physique et intersubjectif, un espace méthexique, c'est-à-dire un espace qui est de l'ordre de la participation, du partage ou de la contagion ».

## Les Zurbains
Lancé en 1997, Les Zurbains/Les Zurbains en série est un spectacle annuel présentant des contes urbains rédigés par des auteurs adolescents. Les jeunes écrivent des contes, quelques-uns participent par la suite à un stage, et quatre textes sont sélectionnés pour être mis en scène et interprétés par des acteurs. On y retrouve des histoires aux modes et aux styles divers (réaliste, surréaliste, fantastique, dramatique, tragi-comique, idyllique ou épique).
Le spectacle est produit au Théâtre Denise-Pelletier et au Théâtre jeunesse Les Gros Becs. En 2017, il en était à sa 20e édition.
Il existe aussi un dérivé pour les enfants appelé Les Petits Zurbains.

## Espaces de diffusion

### Théâtre La Licorne
En 2011, le théâtre La Licorne présente ses Contes urbains à Québec pour la seizième année consécutive. Ils y reviennent chaque année avec la thématique habituelle : la ville dans le temps des fêtes. Plusieurs auteurs prennent la parole pour raconter la ville comme ils la voient avec un esprit festif et un imaginaire qui leur est propre.
Contes urbains au féminin 2014 est un événement qui s'est produit avec une mise en scène faite par des femmes, mais aussi avec certains textes écrits par des hommes. Plus théâtralisé que les années précédentes où il n’y avait qu’un tabouret et un sapin, l'événement a bénéficié d'un éclairage, de son, d'effets cinématographiques.

### Centaur theatre
Le Centaur theatre de Québec présente Urban Tales depuis décembre 2007 à l'initiative d'Yvan Bienvenue. Pour le spectacle de 2010, c'est la formule du café-théâtre qui est retenue pour la représentation. Outre des textes de François Parenteau et Wajdi Mouawad, on note Ave Maria, de Greg MacArthur, et Magi, de Harry Standjofski.

### Planète Rebelle
Planète Rebelle est une maison d’édition fondée en 1997 par André Lemelin qui se dédie au renouveau du conte, associant la parole et l'écriture.

### Dramaturges Éditeurs
Dramaturge éditeurs est une maison d'édition fondée en 1996. Elle publie spécifiquement des auteurs canadiens et est spécialisée en théâtre. De ce fait, elle produit des contes urbains pour donner aux contes la place qu'ils méritent dans la littérature orale et l'oralité littéraire.

### Logos Conterie
Logos conterie est une compagnie fondée par Yvan Bienvenue et Bernard Grondin. Spécialisée en oralité et en littérature orale, cette compagnie publie exclusivement des contes urbains.

## Quelques contes urbains
- 1994 : Les Foufs - Yvan Bienvenue. C'est l’histoire d’un homme qui est triste de ne pas passer Noël avec sa copine. Il se rend donc, seul, dans un bar où il va y rencontrer une femme. Celle-ci va lui proposer de la suivre. Il va accepter et ils vont alors se retrouver à l’hôtel. Le personnage se réveillera trois jours plus tard dans une petite chambre, et il se rendra compte qu’il s’est fait voler un rein.
- 1995 : Joyeux Noël Julie - Yvan Bienvenue. C’est un autre conte urbain où une femme raconte l’histoire de plusieurs autres femmes victimes de viol qui veulent se venger de leur agresseur. Elles décident donc, au nom de la toute dernière victime nommée Julie, de se venger. Elle forme un commando et tente de piéger leur bourreau et de l'emmener dans un garage pour lui faire subir la même chose qu’il leur a fait subir. À la fin de la torture, les femmes livrent le corps de leur bourreau devant la résidence du juge.
- 2014 : Le joyeux Noël de Sophie - Stéphane Jacques
- 1981 : Le vœu - Arleen Thibault
- 1996 : Noël en juillet - Louise Bombardier
- 2007 : Magi - Harry Standjofski
- 2011 : Red voit rouge - Jean-Marc Dalpé
- 2012 : Billy (Les jours de hurlement) - Fabien Cloutier